# خمیر مجسمه‌سازی

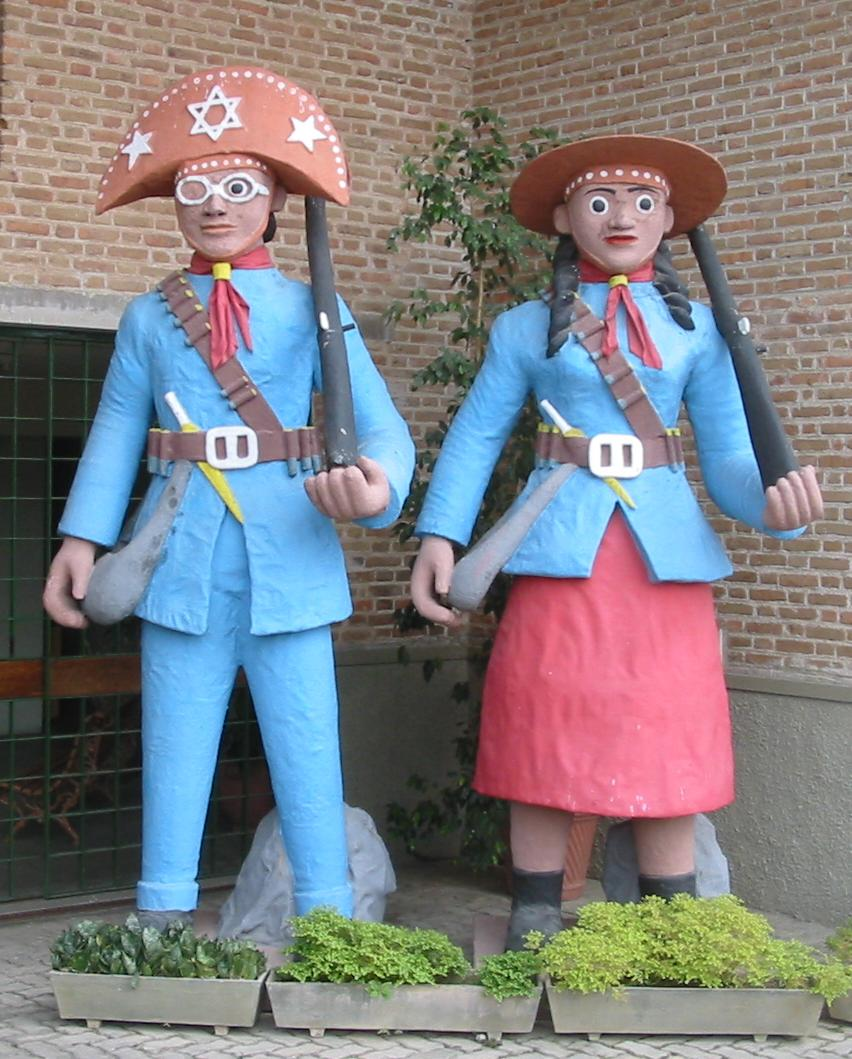
مجسمه‌های غول‌پیکر ساخته‌شده از خاک رس در برزیل

خمیر مجسمه‌سازی (انگلیسی: Modelling clay) به مواد نرم قابل انعطافی که در ساخت مجسمه به کار برده می‌شوند، گفته می‌شود. شیوهٔ ترکیب مواد و روش تولید آنها قابل ملاحظه است.

## خمیرهای سرامیکی
خمیرهای سرامیکی، موادی با پایهٔ آب هستند که از مخلوط خاک رس و چند مادهٔ اولیهٔ دیگر تشکیل شده‌اند. آنها در درجه حرارت بالا و در حین عملیات سفالگری پخته می‌شوند.

## خمیرهای روغنی
خمیرهای روغنی، از ترکیبات مختلفی چون روغن، موم و خاک رس ساخته شده‌اند. از آنجا که روغن مانند آب تبخیر نمی‌شود، خمیرهای روغنی قابلیت انعطاف‌پذیری خود را زمانی که به مدت طولانی در محیط‌های خشک می‌مانند، حفظ می‌کنند.